# Transformación de Householder
En matemáticas, una transformación de Householder es una transformación lineal del espacio que consiste en una reflexión pura con respecto a un plano. Viene definida por una matriz {\displaystyle \mathbf {H} } de dimensión {\displaystyle n\times n} tal que para cualquier vector {\displaystyle \mathbf {x} } de dimensión {\displaystyle n} se cumple que {\displaystyle \mathbf {y} =\mathbf {H} \mathbf {x} } es la reflexión de {\displaystyle \mathbf {x} } respecto a un plano {\displaystyle \mathbf {\pi } }. 
La transformación de Householder fue introducida por Alston Householder en 1958.
Estas matrices de Householder son ortogonales (sus vectores columna forman una base ortonormal) y son simétricas. Como consecuencia son iguales a su propia inversa:
{\displaystyle \mathbf {H} \mathbf {H} =\mathbf {I} .}
En otras palabras,
{\displaystyle \mathbf {H} (\mathbf {H} \mathbf {x} )=\mathbf {x} .}
Esta propiedad es fácil de comprender si, acudiendo al sentido geométrico de la transformación, decimos que el reflejo del reflejo es el espacio original.
El cálculo de la matriz {\displaystyle \mathbf {H} } asociada a un plano de reflexión {\displaystyle \mathbf {\pi } } se hace a partir del vector {\displaystyle \mathbf {v} } normal al plano de la siguiente manera:
{\displaystyle \mathbf {H} =\mathbf {I} -{2\mathbf {v} \mathbf {v} ^{T} \over \mathbf {v} ^{T}\mathbf {v} },}
donde {\displaystyle \mathbf {I} } es una matriz identidad de {\displaystyle n\times n}.
Se puede comprobar que multiplicar un vector {\displaystyle \mathbf {x} } por la expresión anterior equivale a restarle el doble de su proyección sobre el vector {\displaystyle \mathbf {v} }; de donde resulta la reflexión.

## Usos de la transformación de Householder
Las matrices de transformación de Householder tienen varias propiedades que hacen que su uso en algoritmos matemáticos sea muy ventajoso. En concreto, el ser iguales a su propia inversa ahorra numerosos cálculos por no tener que invertirlas. El hecho de ser ortogonales las hace idóneas para el cálculo de matrices semejantes. Por último, el tener un único autovalor (de multiplicidad N) hace que tengan buena estabilidad numérica, pues su número de condición es la unidad.
Estas propiedades hacen que la transformación de Householder sea una de las herramientas más sencillas y utilizadas en el cálculo de matrices semejantes con forma de Hessenberg y en la descomposición QR de una matriz, ambos de gran uso e importancia en el cálculo de autovalores.
- Datos: Q304490